# Záhorie
Záhorie é uma área militar e município da Eslováquia, situado no distrito de Malacky, na região de Bratislava. Tem 276,52 km² de área e sua população em 2019 foi estimada em 153 habitantes. Estatisticamente é equiparada a um município, mas é de fato uma área militar (vojenský obvod), instituída em 1950.

## Demografia
| Ano:        | 1994 | 2004    | 2014    | 2024    |
| ----------- | ---- | ------- | ------- | ------- |
| Broj ljudi: | 516  | 288     | 162     | 124     |
| Razlika:    |      | -44,18% | -43,75% | -23,45% |

| Ano:               | 2023 | 2024   |
| ------------------ | ---- | ------ |
| Número de pessoas: | 129  | 124    |
| Diferença:         |      | -3,87% |